# 古川高架橋
古川高架橋（日语：／）是日本伊勢灣岸自動車道（E1A）位于三重縣三重郡的一座高架桥，连接朝日町和川越町，全长1475米，2002年获土木学会田中賞，2003年3月21日随三重川越IC至四日市JCT区间开通。